# 寿るい
寿 るい（ことぶき るい、1989年4月26日 - ）は、日本の元ファッションモデル。千葉県出身。エーライツに所属していた。

## 略歴
雑誌『egg』を経て、2009年から『Popteen』の専属モデルとして活動する。
2011年、TBS制作の配信番組『ギャルトーク天国』の出演モデルによる音楽ユニット「GAL♡TEN」の一員として歌手デビューした。
2012年2月発売の『Popteen』3月号で同誌を卒業。その後は『KATY』の専属モデルとして活動したが、同誌は2013年に休刊となった。その半年後から『EDGE STYLE』の専属モデルとして活動したが、同誌は2014年に休刊となった。

## 人物
夫は元プロ野球選手の金子侑司。2021年11月に結婚を発表した際は、夫の詳細を明らかにしていなかった。2024年9月15日に金子の引退試合が行われ、試合後の引退セレモニーに妻として登場した。

## 出演

### テレビ
- めざましテレビ（2009年、フジテレビ系）
- 全種類。（2010年4月、TBS系）
- 王様のブランチ（2010年12月、TBS系）
- Will together〜ウィル・トゥギャザー〜（2011年7月 - 2013年3月、テレビ神奈川） - リポーター
- ザキ神っ!（2011年8月、TBS系）
- 短歌de胸キュン (2012年4月 - 2016年3月、NHK) レギュラー
- 恋するカミングアウト(2013年11月29日、フジテレビ系)
- サンデー・ジャポン(2014年3月2日、TBS系)
- 今夜くらべてみました〜放送100回記念！鈴木奈々がくらべたいおバカ女〜（2014年10月21日、NTV）

### 映画
- SCOOP!（2016年10月1日、東宝） - るいるい 役

### 雑誌
- Popteen（角川春樹事務所）
- KATY (雑誌)（トランスメディア、2012年5月号 - 2013年3月）

### プロモーションビデオ
- 西野カナ「もっと…」（2009年）

### インターネット放送
- TBS公式ネット番組「ギャルトーク天国」 - レギュラー出演

### その他
- DHC「薬用ディープクレンジングオイル」イメージモデル
- ブランド「SBY」イメージモデル